# Флеровијум

Флеровијум (Fl), раније унунквадијум (Uuq), супертешки је вештачки радиоактивни хемијски елемент, постпрелазни метал са атомским  бројем 114. Не јавља се у природи. То је екстремно радиоактивни синтетички елемент. Добио је име по Флеровој лабораторији за нуклеарне реакције која се налази у руском граду Дубна, у склопу Здруженог института за нуклеарна истраживања, где овај елемент и откривен 1998. године. Посредно, елемент и лабораторија вуку назив у част руског физичара Георгија Флерова. Назив елемента 114 званично је усвојила Међународна унија за чисту и примијењену хемију 30. маја 2012. године.
У периодном систему елемената, налази се међу трансактинидним елементима у p-блоку. Члан је 7. периоде и најтежи је познати члан групе угљеника, такође је и најтежи елемент чија хемија је бар донекле истражена. Прве хемијске анализе елемента извршене су током 2007. и 2008. а показале су да је флеровијум неочекивано волатилан за елемент из 14. групе; а неки прелиминарни резултати показали су да он чак показује неке особине сличне онима код племенитих гасова. Недавни резултати показали су да је реакција флеровијума са златом доста слична реакцији коперницијума са златом, показујући да је он изузетно волатилан елемент који би чак могао бити и гас при стандардним условима температуре и притиска, као и да би могао имати металне особине које су у складу са трендом да се може сматрати тежим хомологом олова, те да би могао бити најмање реактиван метал из 14. групе. До данас још није дефинитивно доказано да ли се овај елемент понаша као метал или као племенити гас.
До данас је произведено око 90 атома флеровијума, од чега је 58 атома синтетисано директно, а остали су настали током ланца радиоактивног распада неких тежих елемената. Сви до сад добијени атоми флеровијума имали су масене бројеве у распону од 284 до 290. Најтежи познати изотоп је флеровијум-289, чије време полураспада износи око 2,6 секунде, мада је могуће да би, до сад непотврђени, изотоп флеровијум-290 са једним вишком неутрона могао имати чак и дуже време полураспада од око 19 секунди. Ако се тај изотоп докаже, то би био један од најдуже живућих изотопа од супертешких елемената, који се налазе на самом дну периодног система. Предвиђа се да би флеровијум могао бити у непосредној близини теоретског „острва стабилности”, а очекује се да би тежи изотопи флеровијума, нарочито изотоп са могућим двоструким магичним бројем, флеровијум-298, могао имати чак и дуже време полураспада.

## Историја
Флеровијум су први пут синтетисали руски научници, највероватније 1999. године у Здруженом институту за нуклеарна истраживања у близини руског града Дубна, у сарадњи са америчким научницима из Националне лабораторије Ловренс Ливермор. Откриће новог елемента потврдио је IUPAC у јуну 2011, када је овај елемент и званично уврштен у периодни систем елемената. Дана 1. децембра 2011. предложено је име флеровијум за нови елемент, што је IUPAC званично прихватио 30. маја 2012. године. До тог дана овај елемент се звао унунквадијум (хемијски симбол Uuq). Ново име дано је у част руског физичара Георгија Николајевича Флерова.

## Особине
Најстабилнији до данас познати изотоп флеровијума јесте 285Fl, са временом полураспада од око 5 секунди, што је релативно дуговечно у поређењу са суседним елементима из периодног система. Узрок томе је да се код атомског броја 114 ради о такозваном магичном броју. Из разлога затворених подљуски по моделу језгрених љуски, језгра са 114 протона су релативно стабилна. За, до данас још несинтетизирани, изотоп 298 очекује се да би могао имати језгро са двоструким магичним бројем, тј. такође би и број неутрона био магични. Због тога се очекује да би време полураспада овог изотопа било још дуже него код 285.

## Експериментална хемија
Према подацима из априла 2018, флеровијум је најтежи елемент чије су хемијске особине донекле експериментално испитиване, мада та хемијска истраживања нису довела до потпуних и недвосмислених резултата. Два експеримента изведена су током априла и маја 2007. године заједничком сарадњом Флоровљеве лабораторије за нуклеарне реакције и Института Пол Шерер, чији циљ је било проучавање хемије елемента коперницијума. Први експеримент је била реакција 242(48)287Fl док је други била реакција : овим реакцијама добијени су краткоживећи изотопи флеровијума, чије „ћерке” изотопи коперницијума су проучавани. Адсорпцијске особине добијених атома на површини злата упоређене су са атомима радона, јер се очекивало да ће електронска конфигурација потпуних љуски коперницијума могла показивати одређене особине племенитих гасова. Племенити гасови имају врло слабу интеракцију са металним површинама, што није карактеристично за метале.
Током првог експеримента дошло је до детекције три атома 283Cn али је такође вероватно опажен и један атом 287Fl. Овај резултат био је прилично изненађујући, јер је време транспорта произведених атома износило око две секунде, те се сматрало да ће се синтетисани атоми флеровијума распасти до коперницијума пре адсорпције. Током друге реакције, опажена су два атома 288Fl и вероватно један атом 289Fl. Два од три атома показивали су адсорпцијске особине које су повезане са волатилним елементом сличног племенитим гасовима, што се у неким претходним радовима разматрало као могућност али се није предвиђало према новијим израчунима. Овим експериментима добијени су независни докази за открића елемената коперницијума, флеровијума и ливерморијума поређењем са раније објављеним подацима о њиховом распаду. Даљњи експерименти у 2008. потврдили су овај врло важан резултат детектирајући један атом изотопа 289Fl, те пружио доказ за претходно добијене податке о томе да флеровијум показује интеракцију са златом карактеристичну за племените гасове.